# Дифазиаструм альпийский
Дифазиа́струм альпи́йский, или Двуря́дник альпи́йский, или Плау́н альпи́йский (лат. Diphasiastrum alpinum) — вид плаунов рода Дифазиаструм (Diphasiastrum).

## Ботаническое описание
Растение высотой 10—20 см.

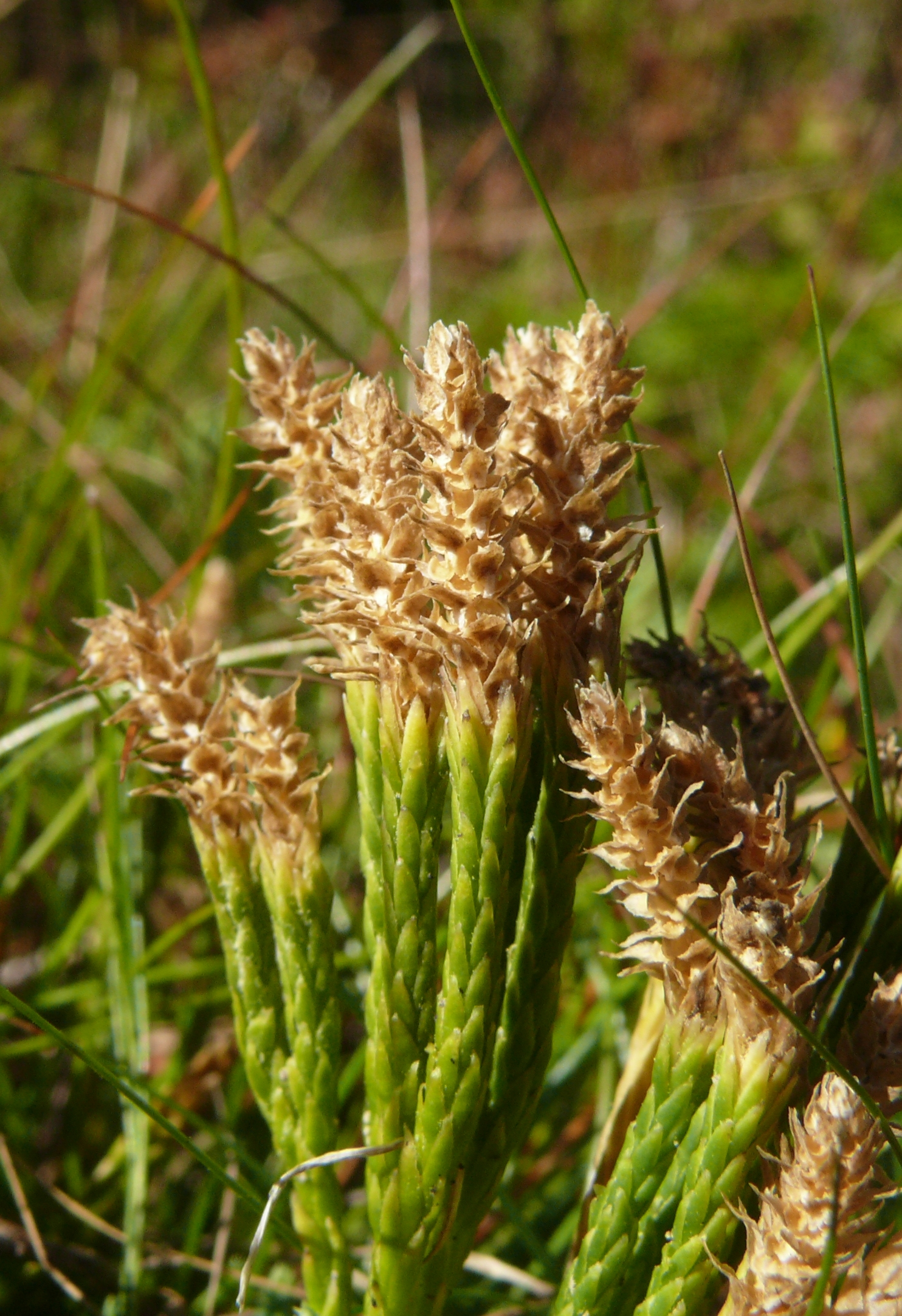
Стробилы

Филлоиды полые у основания. Женские стебли несут стробилы длиной до 3 см.
Дифазиаструм альпийский может скрещиваться с видом Diphasiastrum sitchense.

## Распространение и местообитание
Вид распространён в циркумбореальной области и встречается в северных широтах Северного полушария.
Дифазиаструм альпийским является характерным растением альпийских лугов и субарктического климата. Произрастает в горах и на болотах, часто в окружении вереска, на тундровых грядах, скалах, осыпях.

## Охранный статус
Вид включён в Красную книгу Республики Адыгея, Республики Карелия, Краснодарского края, Казахстана, Украины и Закарпатской области Украины.

## Значение и применение
В растениях обнаружены алкалоиды (ликоподин, ликоклавин, клаволонин) и флавоноиды.
Настой надземной части применяют как анальгетик и при гидрофобии, споры — аналогично спорам плауна булавовидного.
Сельскохозяйственными животными не поедается.

## Таксономия

### Синонимы
По данным The Plant List на 2010 год, в синонимику вида входят:
- Diphasium alpinum (L.) Rothm.
- Lepidotis alpina (L.) P.Beauv.
- Lycopodium alpinum L.
- Stachygynandrum alpinum (L.) C.Presl